# Garravet
Garravet település Franciaországban, Gers megyében. Lakosainak száma 148 fő (2022. január 1.). Garravet Frontignan-Savès, Martisserre, Mirambeau, Espaon, Montadet, Puylausic és Saint-Lizier-du-Planté községekkel határos.

## Népesség
A település népességének változása:
| Lakosok száma | 217  | 155  | 138  | 134  | 145  | 154  | 157  | 154  | 152  | 148  |
|               | 1968 | 1982 | 1990 | 2006 | 2013 | 2015 | 2017 | 2019 | 2020 | 2022 |